# Sungai Putih (Bangko Barat)
Sungai Putih is een bestuurslaag in het regentschap Merangin van de provincie Jambi, Indonesië. Sungai Putih telt 2085 inwoners (volkstelling 2010).